# Географија Словеније
Словенија је држава у централној Европи која излази на Средоземно море али на њену територију залазе и Алпи. Алпи доминирају северним делом државе на граници са Аустријом. Граничи се са Аустријом, Италијом, Хрватском и Мађарском. Словеначка Јадранска обала има дужину од 43 километара, од границе са Хрватском и Италијом. Део јужно од реке Саве географски припада Балканском полуострву.
У Панонском делу, на истоку и североистоку, према Хрватској и Мађарској граници, предео је претежно низијски, али свеокупно Словенија је планинска држава, где око 90% чине планине изнад 200 метара.

## Положај
Словенија је Централно Европска, Алпска, и Јадранска (Средоземна) држава.

## Географске координате
Крајње тачке државе су :
Север: 46° 52` N ;

Југ: 45° 23` N ;

Исток: 46° 28` E ; 

Запад: 46° 17` E 
Највећа удаљеност између најсеверније и најјужније тачке је 164 километара, а од истока ка западу 248 километара.

## Површина
Површина (укупно): 20 273 километара квадратна.

## Границе
Копнене границе:
- Укупно: 1 086 километара;
- Граничне државе: Аустриа 330 километара, Хрватска 455, Италија 199 километара, Мађарска 102 километара;
- Дужина морске обале: око 43 километара.

Градови који излазе на море у Словенији су: Копер, Изола, Порторож и Пиран.

## Клима
Клима Словеније полази од медитеранске климе на обали Јадрана, ка континенталној клими са топлим летима и хладним зимама.

## Рељеф
Рељеф иде од обала на западу, ка Алпима ка Италији и Аустрији, све до помешаног планинског и низијског рељефа на истоку. Словенија има једно природно острво, Бледско острво Бледском језеру на северозападу земље.
Алпску цјенину одликују планински масиви Јулијских и Камнишко-савињских Алпа и Караванки. Рељеф области Горењске је условљен тим планинским масивима и долином ријеке Саве. Значајне водене површине алпског дијела Словеније су ријеке Сава, Кокра, Соча и Савиња и језера Бледско и Бохињско, као и ријеке Пољанска и Селшка Сора у предалпској цјелини.

Највише и најниже тачке
- Најнижа тачка је Јадранско море на 0 метара надморске висине
- Највиша тачка је Триглав са висином од 2 864 метра.

## Природни ресурси
Шуме, мало угља, камен, цинк...